# Tablani
Tablani ist eine Ortschaft im Departamento Chuquisaca im südamerikanischen Andenstaat Bolivien.

## Lage im Nahraum
Tablani liegt in der Provinz Azurduy und ist der größte Ort im Cantón Antonio Lípez im Municipio Azurduy. Die Ortschaft liegt auf einer Höhe von 2087 m am rechten, nördlichen Ufer des Río Astillero, der vier Kilometer flussabwärts aus östlicher Richtung in den Río Pilcomayo mündet.

## Geographie
Tablani liegt zwischen dem Altiplano im Westen und dem Tiefland im Osten in einem der nord-südlich verlaufenden Seitentäler der bolivianischen Cordillera Central. Das Klima der Region ist ein ausgesprochenes Tageszeitenklima, bei dem die Temperaturunterschiede zwischen Tag und Nacht deutlicher schwanken als die Durchschnittswerte zwischen Sommer und Winter.
Die jährliche Durchschnittstemperatur liegt bei 14 °C (siehe Klimadiagramm Azurduy), die Monatswerte schwanken zwischen 10 °C im Juni/Juli und 16 °C im Dezember/Januar. Der Jahresniederschlag hat einen Wert von knapp 550 mm, mit einer Trockenzeit und monatlichen Werten unter 10 mm von Mai bis August und Höchstwerten von 100 bis 110 mm von Dezember bis Februar.

## Verkehrsnetz
Tablani liegt in einer Entfernung von 364 Straßenkilometern südöstlich von Sucre, der Hauptstadt des Departamentos.
Durch Sucre führt die 976 Kilometer lange Nationalstraße Ruta 6, welche die Hauptstadt mit dem bolivianischen Tiefland und der dortigen Millionenstadt Santa Cruz verbindet. Die Straße von Sucre nach Osten ist nur auf den ersten 67 Kilometern bis Tarabuco asphaltiert, die folgenden 120 Kilometer bis Padilla tragen eine unbefestigte Schotterdecke. Fünfzehn Kilometer vor Padilla zweigt eine unbefestigte Landstraße nach Süden ab und führt über 103 Kilometer nach Alcalá und Tarvita.
Von Tarvita aus führt eine weitere Straße nach Süden in Richtung Azurduy und erreicht nach 24 Kilometern, zwei Kilometer vor Cimientos, einen Abzweig. Diese Nebenstrecke führt zuerst in südwestliche Richtung, später aber in nordwestliche Richtung über die Ortschaften Pampas Sepulturas und Barbechos, bevor sie von dort wieder nach Südwesten umschwenkt und Tablani erreicht, 39 Kilometer entfernt von Cimientos.

## Bevölkerung
Die Einwohnerzahl der Ortschaft ist in dem Jahrzehnt zwischen den beiden letzten Volkszählungen leicht zurückgegangen:
| Jahr | Einwohner         | Quelle       |
| ---- | ----------------- | ------------ |
| 1992 | keine Detaildaten | Volkszählung |
| 2001 | 680               | Volkszählung |
| 2012 | 636               | Volkszählung |
| 2024 |                   | Volkszählung |